# Siergiej Szaposznikow
Siergiej Iosifowicz Szaposznikow, ros. Сергей Иосифович Шапошников (ur. 8 marca 1923 w Leningradzie, zm. 22 czerwca 2021 w Moskwie) – rosyjski piłkarz grający na pozycji napastnika, trener piłkarski.

## Kariera piłkarska

### Kariera klubowa
Młodość przypadła na lata wojenne. W 1937 rozpoczął karierę piłkarską w juniorskiej drużynie Dinamo Leningrad, skąd przeszedł do LWO Leningrad. Uczestniczył w II wojnie światowej. Po zakończeniu wojny został piłkarzem ODO Chabarowsk. W 1947 przeniósł się do CDKA Moskwa. Potem występował w klubach MWO Moskwa i Torpedo Moskwa, w którym zakończył karierę piłkarską.

## Kariera trenerska
Był jednym z założycieli i od sierpnia 1952 głównym trenerem klubu OBO Odessa. W latach 1961–1965 prowadził inny wojskowy klub SKA Lwów, po czym awansował na stanowisko głównego trenera centralnego wojskowego klubu CSKA Moskwa. Oprócz wojskowych klubów prowadził inne kluby, takie jak Czornomoreć Odessa, Nistru Kiszyniów, Kajrat Ałma-Ata i Tawrija Symferopol. Również pracował jako trener konsultant w Komitecie Sportowym Ministerstwa Obrony ZSRR.

## Sukcesy i odznaczenia

### Sukcesy trenerskie
- mistrz Klasy B ZSRR, strefy 1: 1958
- wicemistrz Klasy B ZSRR, strefy 2: 1960
- mistrz Klasy B ZSRR, finał: 1965
- brązowy medalista Pierwszej Ligi ZSRR: 1977, 1988

### Odznaczenia
- tytuł Mistrza Sportu ZSRR (1964)
- tytuł Zasłużonego Trenera Ukraińskiej SRR (1964)
- tytuł Zasłużonego Trenera ZSRR (1990)
- Medal Orderu „Za zasługi przed Ojczyzną” II klasy